# Катым
Катым — река в России, протекает в Кондинском районе Ханты-Мансийского АО. Устье реки находится в 244 км по правому берегу реки Конды. Длина реки составляет 217 км, площадь водосборного бассейна — 2480 км².

## Притоки
(расстояние от устья)
- 14 км: река Вай (лв)
- 129 км: река Чепурья (пр)

## Данные водного реестра
По данным государственного водного реестра России относится к Иртышскому бассейновому округу, водохозяйственный участок реки — Конда, речной подбассейн реки — Конда. Речной бассейн реки — Иртыш.
Код объекта — 14010600112115300017822.